# 灵宝市园艺场
灵宝市园艺场、国营灵宝市园艺场，是中华人民共和国河南省三門峽市灵宝市寺河乡、寺河山山顶的一个國營農場:28。所在区域列为灵宝市下辖的一个类似乡级单位。
1956年，灵宝县焦村镇的苹果引入寺河山山顶种植。由此建立一座面积300畝的國營農場。日后相关报道，称此座国营农场为国营园艺场。灵宝市园艺场:48、国营灵宝市园艺场:28之名，当是灵宝县于1993年改称灵宝市后得名。
1974年以来，灵宝市园艺场多次在中国果品鉴评会上获金、银奖:48。1990年代，当地的苹果种植业成为河南省农业的“一面红旗”。1996年，灵宝市园艺场被批准为中国绿色食品发展基地:48。1997年时，国营灵宝市园艺场与东村乡为乡场合一单位，该乡（场）时有果园万亩，年产鲜果2000万公斤:28。东村乡后并入寺河乡。1998年东莞市全国果品展销会上，产品被评为“中华名果”。灵宝市园艺场又有“亚洲第一高山果园”之称:48。

## 行政区划
灵宝市园艺场下辖以下地区：
园艺场虚拟生活区。